# Doug Sharp
Doug Sharp (ur. 27 listopada 1969 w Marion) – amerykański bobsleista, brązowy medalista olimpijski.

## Kariera
Największy sukces Doug Sharp osiągnął w 2002 roku, kiedy wspólnie z Brianem Shimerem, Danem Steele’em i Michaelem Kohnem zdobył brązowy medal w czwórkach podczas igrzysk olimpijskich w Salt Lake City. Był to jego jedyny start olimpijski. Nigdy nie zdobył medalu na bobslejowych mistrzostwach świata. Wcześniej Sharp uprawiał między innymi skok o tyczce, futbol amerykański oraz hokej na lodzie, bobsleistą został w 1996 roku. Służył w United States Army.